# 李揆
李揆（711年—784年5月17日），字端卿，郑州荥阳（今河南省荥阳市）人，祖籍陇西狄道（今甘肃省临洮县），中国唐朝官员，唐肃宗年间为宰相。

## 家世
李揆出自陇西李氏姑臧房，是十八学士之一李玄道的玄孙，秘书监、赠吏部尚书李成裕的儿子。年少时聪敏好学，善于作文。

## 唐玄宗年间
唐玄宗开元（713年—741年）末年，李揆中进士，补陈留尉。曾在阙下献书玄宗，玄宗命他去中书省试作文。升右拾遗，转右补阙、起居郎，知宗子表疏。迁司勋员外郎、考功郎中，并知制诰。
李揆曾与卢允素服去凤翔拜访善于看相的金梁凤，自称为待选官员，被其看出是清望官而不肯相见，便说出实情。金梁凤对李揆说：“你一年内就能从舍人而入相。”天宝十四年（755年），范阳、平卢、河东三镇节度使安禄山叛乱，李揆随玄宗逃到剑南军，被拜中书舍人。

## 唐肃宗年间
皇太子李亨却没有随驾去成都，而是逃到灵武，被拥立为帝，即唐肃宗。玄宗闻讯也只好同意，自稱上皇。肃宗收复并重返长安后，至德二年（757年），张皇后成为朝中的一大影响人物。她想让当时只有数岁大的儿子兴王李佋被立为皇太子。但肃宗却考虑立在收复长安和东都洛阳的战斗中出力很多的长子成王李俶为皇太子，于是对李揆说：“成王是长子，又有功，我想立他为皇太子。卿的意思如何？”李揆拜贺称：“这是社稷之福。臣不胜庆贺。”肃宗因而意决，于乾元元年（758年）五月立李俶为皇太子。二年（759年）二月，宗室、百官请加张皇后尊号“翊圣”，肃宗又问李揆是否合适，李揆反对，指出皇后生前加尊号的唯一先例是唐中宗有权且腐败的韦皇后。肃宗惊呼几乎被庸人所误。正逢月食暗示上天对皇后不满，于是肃宗搁置此事。
乾元初年，李揆兼礼部侍郎，不满当时科举主考官出题太过晦涩，将导致选出来的人未必有才或善于作文。他因而在考场当庭留下《五经》、诸史和《切韵》供作文考生查阅。此改革赢得人人称美。李揆美风仪，善奏对，奏事都是劝谏。肃宗曾对他说：“你的门第、人材、文章都是当代首推。”因而时称三绝。时唐玄宗为太上皇，也回到长安，命令中使祭奠在马嵬坡之变中被迫赐死的杨贵妃，并诏令改葬。李揆认为龙武军将士因杨贵妃族兄杨国忠乱国而诛杀杨国忠，如果改葬杨贵妃，将士将疑惧，不可。于是太上皇转而密令中使改葬杨贵妃于他处。
二年二月，李揆看到室内床（坐具）上有大蛤蟆，随即不见了。占卜者认为蛤蟆是天使，将有福庆之事。三月，肃宗重组宰相班子，罢苗晋卿、王玙，改任李揆、兵部侍郎吕諲、京兆尹李岘和户部侍郎第五琦为相，任李揆为中书侍郎，加同中书门下平章事。李揆擢卢允为吏部郎中。李揆又为集贤殿崇文馆大学士、修国史。当时长安城内多盗贼，当权宦官李辅国想选羽林骑士五百人夜间巡街。李揆上疏反对，指出羽林军和已有巡街之责的金吾卫互相制衡，让羽林军巡街会破坏平衡。肃宗同意，阻止了李辅国的提议。但李揆并不敢冒犯李辅国，尽管家族显赫，也对李辅国执子弟礼，称之为五父（李辅国行五）。凤翔七马坊押官因抢人被天兴令谢夷甫所杀，李辅国命其妻喊冤，诏命监察御史孙蓥审理，孙蓥支持谢夷甫。李辅国妻又上诉，御史中丞崔伯阳、刑部侍郎李晔、大理卿权献讯问，无果。李辅国不服，肃宗又令侍御史毛若虚复查，毛若虚称谢夷甫有罪、御史用法不端，肃宗怒叱崔伯阳，贬崔伯阳为高要尉、权献为杜阳尉，放逐李晔于岭南，流放孙蓥于播州。李岘认为责罚太重而入言，触怒肃宗，而李揆不敢争，于是李岘被出为蜀州刺史。
上元元年（760年）七月，兴王李佋薨，肃宗追赠其为恭懿太子，诏李揆持节册命。
李揆与颜真卿兄正议大夫、行国子司业、上柱国、金乡县开国男颜允南有莫逆之交。
李揆为相虽然有能力和决断，却耽于名利，招致非议。他以才能自矜，忌妒贤能，嫉妒与他同修国史的工部侍郎休烈，奏为国子祭酒，权留史馆修撰，以打压之。其兄李皆（《新唐书》本传作李楷）也有能力，但在李揆为相任内却停留在冗职不得升迁。吕諲在上元元年五月被罢相出任荆南节度使，赢得佳声。李揆与吕諲共事期间不合，担心吕諲回京再度拜相，上表弹劾新近建议将八州划归荆南的吕諲有野心，还秘密派人去荆南寻吕諲过失。吕諲奏明肃宗，肃宗不悦，二年（761年）二月，贬当时官爵为银青光禄大夫、行中书待郎、同中书门下平章事、集贤殿崇文馆大学士、兼修国史、上柱国、姑臧县开国伯的李揆为袁州长史员外置同正员，并公示其罪。李揆罢相不到三日，兄李皆即被升为司门员外郎。

## 唐代宗年间
数年后，李揆稍被起用为歙州刺史。当他为相时，侍中苗晋卿曾推荐元载，李揆自恃家世，鄙视出身寒门的元载，不但反对，还对苗晋卿说：“龙章凤姿之士不见用，麞头鼠目之子却求官？”元载因此很恨李揆。唐代宗（即李俶，当时已改名李豫）年间，元载为权相，奏李揆为试秘书监，命他在江淮养病。李揆缺乏俸禄，也没有积蓄，家里一百口人穷得要讨饭。各州地方官都讨厌他，他在各州之间流转。直至大历十二年（777年）元载伏诛，李揆才被任为睦州刺史。

## 唐德宗年间
十四年（779年）五月，代宗崩，子李适继位，即唐德宗。六月，以李揆为国子祭酒，留司东都洛阳。建中四年（783年）七月，以李揆为礼部侍郎，复爵。又用为礼部尚书。李揆因有才望，为权相卢杞所恶。吐蕃使者區頰贊到长安与唐朝商谈重新划分边境的和约，和约达成后，卢杞担心李揆复为德宗所用，教唆德宗任李揆充入蕃会盟使送區頰贊归国，加御史大夫，拜尚书左仆射。李揆当时七十三岁，对德宗说：“臣不害怕远行，但怕死在道路上，不能完成使命。”德宗恻然，对卢杞说：“李揆太老了！”卢杞答：“出使远方夷族的必须是熟悉朝廷事的。一旦李揆成行，从此比他年轻的官员就不敢推辞出使远方之命了。”天下无不为李揆遭排挤扼腕痛愤，但无人敢言。李揆与薛伾等出使吐蕃。李揆到吐蕃后，吐蕃赞普赤松德赞问：“我听说唐朝有第一人李揆，公是吗？”李揆害怕被赤松德赞扣留，答：“那个李揆怎么肯来呢？”兴元元年（784年）四月，李揆在归途中死于凤州，赠司空，谥恭，由官府办理丧事。后来贞元年间，宰相中书侍郎李泌举李揆和蕃事论卢杞之奸。

## 作品
- 《谢赐光宅坊宅表》，李揆曾获赐光宅坊一区，故作此谢表。
- 《请罢选羽林骑士备巡检疏》
- 《恭懿太子哀册文》

## 轶闻
李揆乾元年间任礼部侍郎时，有一次坐堂，听到墙倒般的震声，惊得进去看，发现一只蛤蟆俯在地上，高数寸。李揆不知它从哪里来，急忙喊家童用缶盖住它，客人说：“蛤蟆是月中之物，也是上天的使者，现在上天的使者来到公堂，难道不是上帝要给你高官了吗？”黎明再看，蛤蟆已经不见了。数日后，李揆果然被拜为中书侍郎、同平章事。

## 子孙
- 李兴公，侍御史
- 李佐公，河中少尹
  - 李元陟，畿尉
    - 李归鲁，兼殿中侍御史

  - 李元宾，右卫兵曹参军
    - 李绚，长寿令
    - 李氏，嫁宰相崔郸嗣子左拾遗崔璞

  - 李元易，盐城令
    - 李归文，沧州节度判官

  - 李元贽，太仆卿
    - 李检，河南少尹
    - 李冉，右司郎中
    - 李俭
    - 李渐，补阙
- 李次公，殿中侍御史
  - 李元夔，宗正少卿
    - 李岫，殿中侍御史

  - 李元周，王屋令
- 李幼公，杭州刺史[45]
  - 李元裔，奉天令
    - 李愔、李汾
    - 李蕡，弘文馆校书郎，累赠秘书少监，娶光州刺史卢铎之女，生李珩
      - 李珩（864年—919年1月18日），字垂则，嫁工部尚书、西都留守副使崔柅，后梁陇西郡君

  - 李氏，试大理评事、岭南节度推官卢寓妻[45]
  - 李氏，郑祗德妻